# Little River (Brazos River)
Der Little River ist ein 167 km langer rechter Nebenfluss des Brazos River in Texas in den Vereinigten Staaten.

## Verlauf
Der Little River verläuft in den Countys Bell und Milam zwischen den Großstädten Austin und Waco in Zentral-Texas. Er entsteht 13 km südsüdwestlich von Temple am Zusammenfluss von Leon River (links) und Lampasas River (rechts). Der Fluss fließt anfangs in ostsüdöstlicher Richtung. Bei Flusskilometer 76 trifft der San Gabriel River von Westen kommend auf den Little River. Dieser fließt anschließend ein Stück nach Nordosten. Bei Flusskilometer 60 fließt der Little River südöstlich an der Stadt Cameron vorbei. Auf den letzten 48 Kilometern wendet sich der Little River nach Osten und mündet schließlich 8 km westsüdwestlich von Hearne in den Brazos River. Der Little River entwässert ein etwa 18.920 km² großes Gebiet.